# Sokoto North
Sokoto North è una delle ventitré aree a governo locale (local government areas) in cui è suddiviso lo stato di Sokoto, nella Repubblica Federale della Nigeria.
Si estende su una superficie di 51 km² e conta una popolazione di 232.846 abitanti.